# Sveagruva
Sveagruva nebo také pouze Svea (v překladu do češtiny Švédský důl) je hornická osada u uhelného dolu v norském souostroví Špicberky (Svalbard), blízko pobřeží fjordu Van Mijenfjord. Svea byla do roku 2016, v jehož průběhu byla těžba v tomto největším místním uhelném dole ukončena, v pořadí třetím největším sídlem na Svalbardu (po Longyearbyenu a Barentsburgu, kde jsou též uhelné doly). Pracovalo zde okolo 300 horníků, kteří většinou dojížděli do Sveagruvy z Longyerbyenu. Uhelný důl byl provozován norským státním podnikem Store Norske Spitsbergen Kulkompani a dopravní obsluhu obstarávalo Letiště Svea. Těžba byla ukončena kvůli poklesu cen uhlí s tím, že pokud nastanou příznivější ekonomické podmínky, může být opět obnovena.

## Důl Sveagruva v počátcích těžby (1918 - 1921)

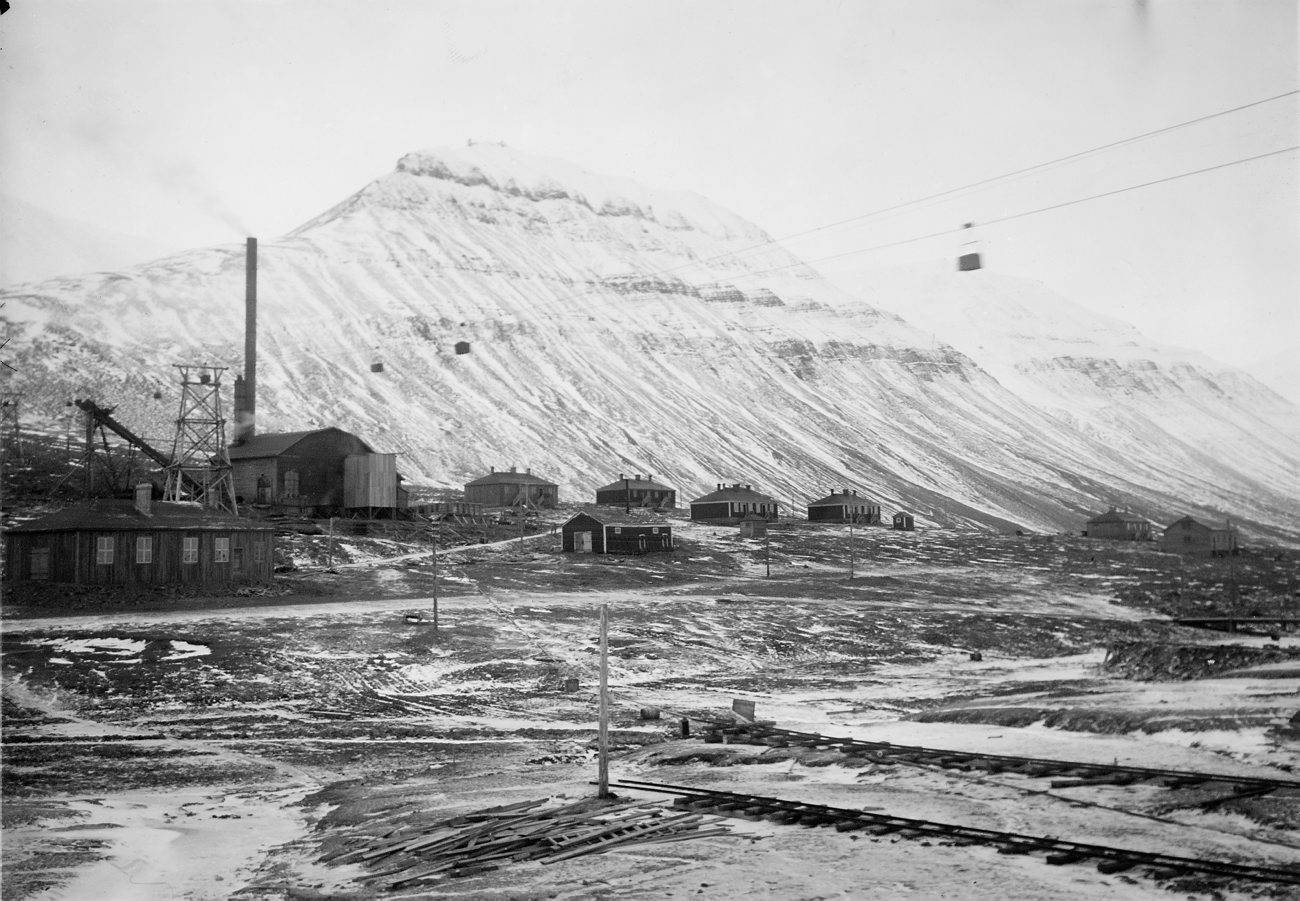
Důl Sveagruva u Van Mijenova fjordu (1920)
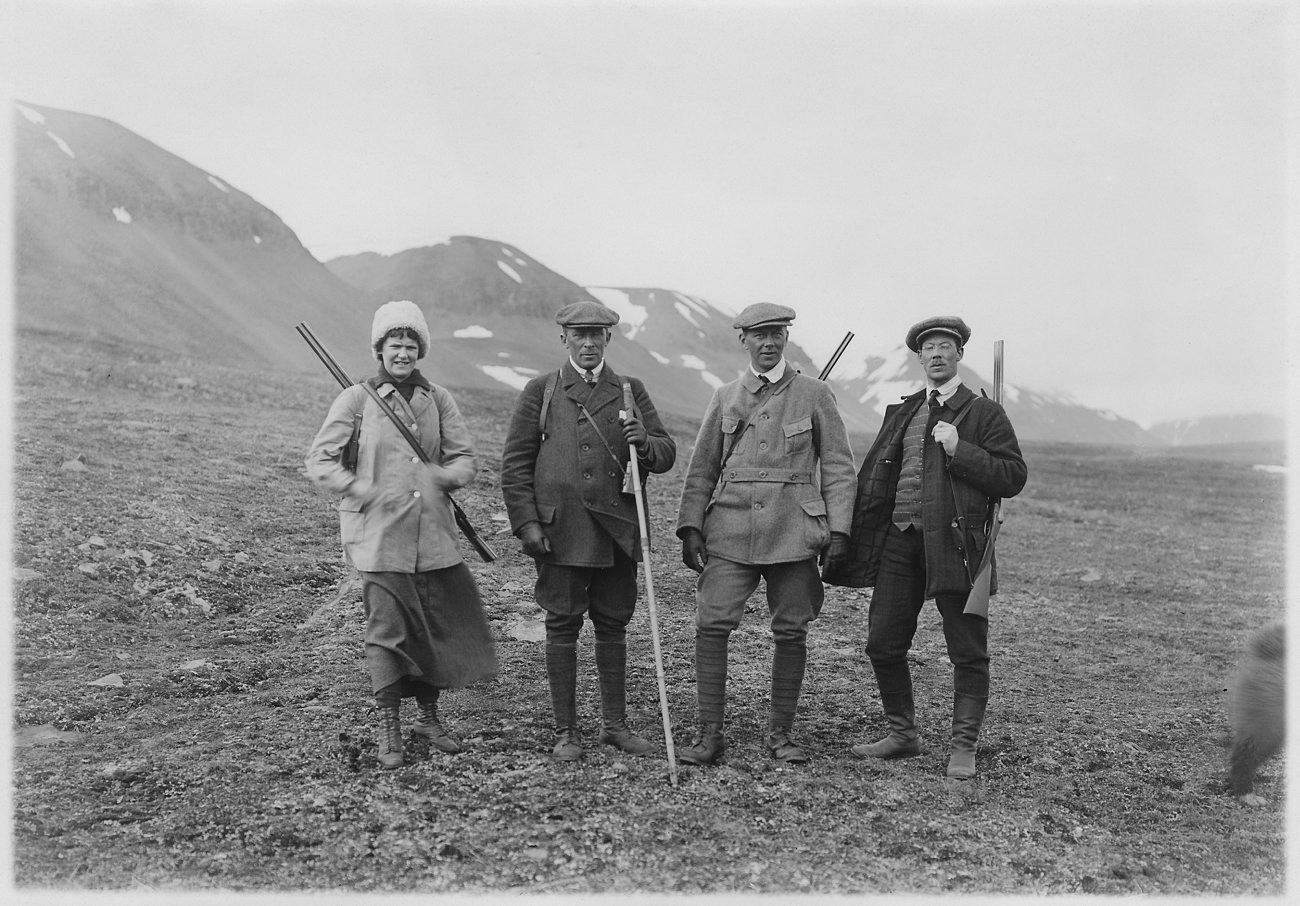
Pracovníci dolu na lovu s puškami (1918)
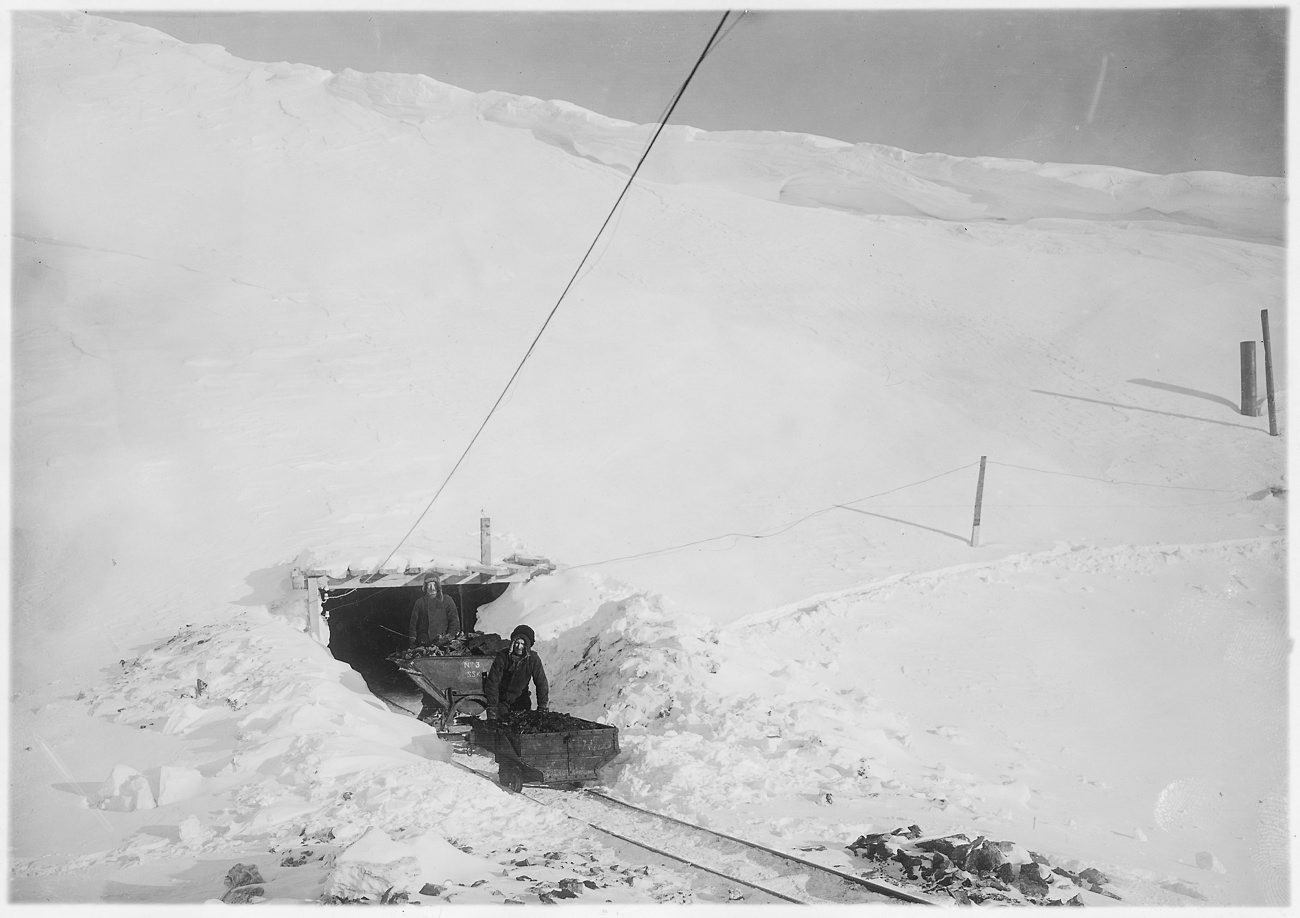
První vůz s uhlím z dolu Sveagruva (1918)
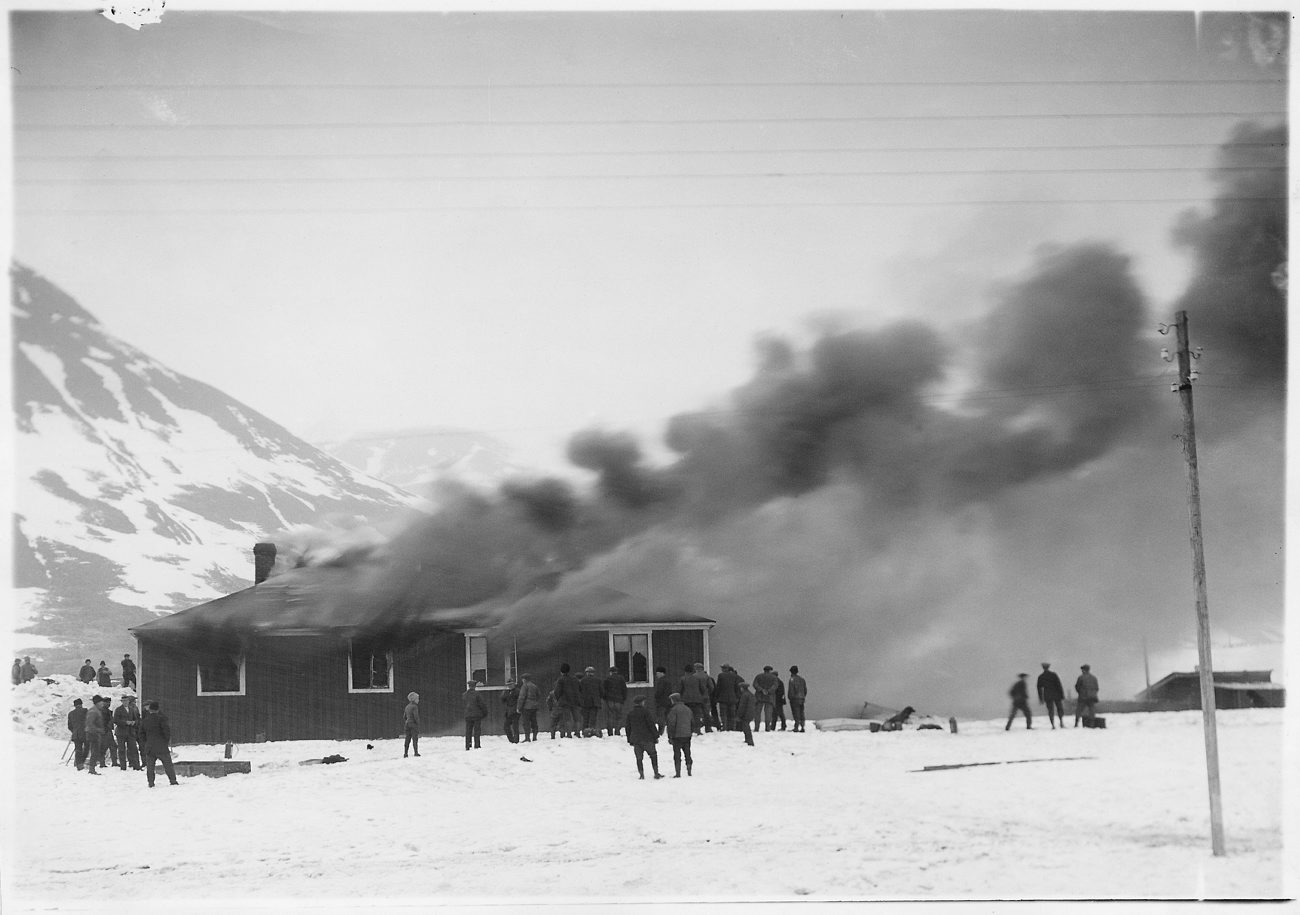
Požár domu v důlním areálu (1919)
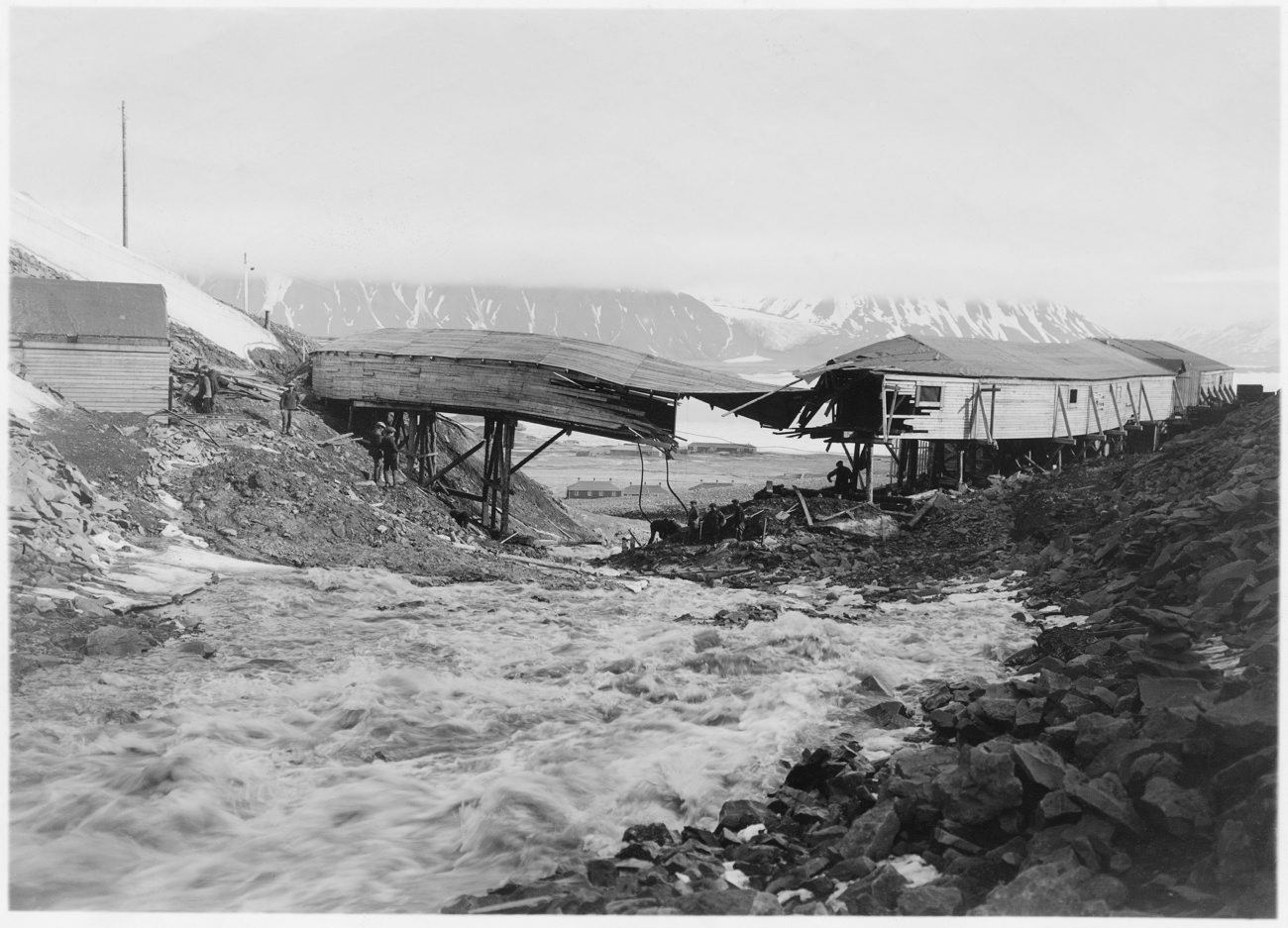
Objekty, zničené ledovcovou řekou (1921)